# La Santa Faz (Zurbarán)
La Santa Faz o El Santo Rostro o Paño de la Verónica es el tema de doce lienzos realizados por Francisco de Zurbarán, algunos con cierta participación de su taller. Constan con las referencias 34, 35, 36, 37, 38, 84, 85, 110, 251, 258, 259, 260, en el primer volumen del catálogo razonado de obras de este pintor, realizado por Odile Delenda.

## Introducción
Cristo —camino del Calvario— encontró una mujer llamada Berenice, según una tradición cristiana procedente del evangelio de Nicodemo. Esta mujer le secó el sudor y la sangre con un velo blanco, en cuyas tres capas quedaron impresas las huellas de la Santa Faz. Se ha supuesto que ciertas obras artísticas son esta Vera icon, la cual dio origen al nombre de Verónica, referido a la piadosa mujer. La Verónica y la Santa Faz han sido un tema corriente en la iconografía cristiana, especialmente a partir del siglo XIV. En el siglo XVII, ningún pintor mostró tanto interés por este tema como Zurbarán.

## Análisis de las obras
Muy distinta de la de otros maestros, la visión de Zurbarán sobre este tema intentaba reproducir una supuesta verdad histórica. Puesto que Jesús iba caminando y cargaba con la Cruz, una versión hierática y frontal de su rostro no parecía correcta. Por ello, Zurbarán no representa la Santa Faz frontalmente, sino escorzada, de tres cuartos, mirando al espectador, correspondiendo más con la realidad. El Santo Rostro de Zurbarán no es un retrato, sino una impresión difuminada en el paño. Por el contrario, el velo está representado en trampantojo, con un intenso realismo en el tratamiento de los pliegues, colgado por cordeles en sus extremos superiores, y —en las primeras versiones— clavado con alfileres, y siempre sobre un fondo oscuro y desnudo.

### Versión del Museo de Bellas Artes de Valencia

#### Datos técnicos y registrales
- Museo de Bellas Artes de Valencia;
- Pintura al óleo sobre lienzo;
- Dimensiones: 101 x 78 cm;
- Datación: 1631;
- Firmado y fechado en el borde lateral derecho del paño: F[ran]co Zurbará[n] fct 1631;[3]
- Consta con el n.º 34 en el catálogo de O. Delenda, y con el 73 por Tiziana Frati.[4]

#### Procedencia
1. Madrid, colección marqués de Prado Alegre;
2. Madrid, colección Mariano Pacheco;
3. Buenos Aires, colección privada;
4. Madrid, colección privada desde ca. 1985.

#### Descripción de la obra
Esta versión es muy probablemente la primera de este tema. Está firmada y fechada de una forma inusual y dudosa—verticalmente— pero que combina bien con el resto del lienzo. La pintura está reducida —quizás por estar deteriorada— recortando los dos picos inferiores del velo.

### Versión en el mercado del arte

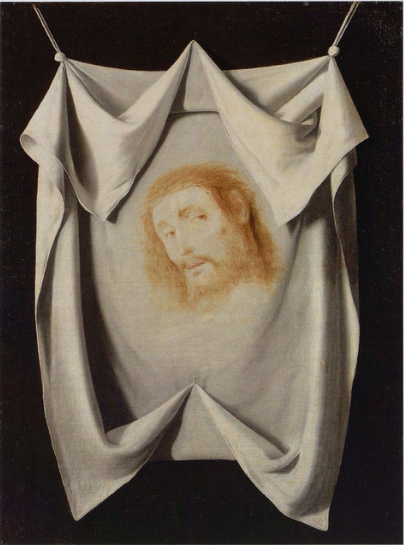
Versión catalogada n.º 35

#### Datos técnicos y registrales
- Actualmente en el mercado del arte;
- Pintura al óleo sobre lienzo;
- Dimensiones: 105,4 x 76,8 cm;
- Datación: ca. 1630-1635. Restaurado en 2000 por David Chesterman
- Consta con el n.º 35 en el catálogo de O. Delenda. y con el 74 por Tiziana Frati.[4]

#### Procedencia
1. Madrid, colección Ángel Avilés;
2. Sus herederos, Londres;
3. Venta Christie’s, 17 de diciembre de 1999, n.° 59 (no vendido);
4. Londres, Derek Johns, 2000-2003;
5. Nueva York, Adam Williams Fine Art, 2003;
6. Londres, Derek Johns, 2006.

#### Descripción de la obra
Esta obra no está recortada como la precedente, viéndose todos los picos del plegado del paño que —como en la obra anterior— está representado en trampantojo y con gran virtuosismo. contrastando con el rostro de Cristo, más difuminado que en la versión anterior. Dos dobles y finos cordeles atan el paño a algo que no está a la vista. Un alfiler dorado en la parte baja levanta la tela hacia el centro, creando un «marco en el marco» totalmente ilusionista.

### Versión de Houston

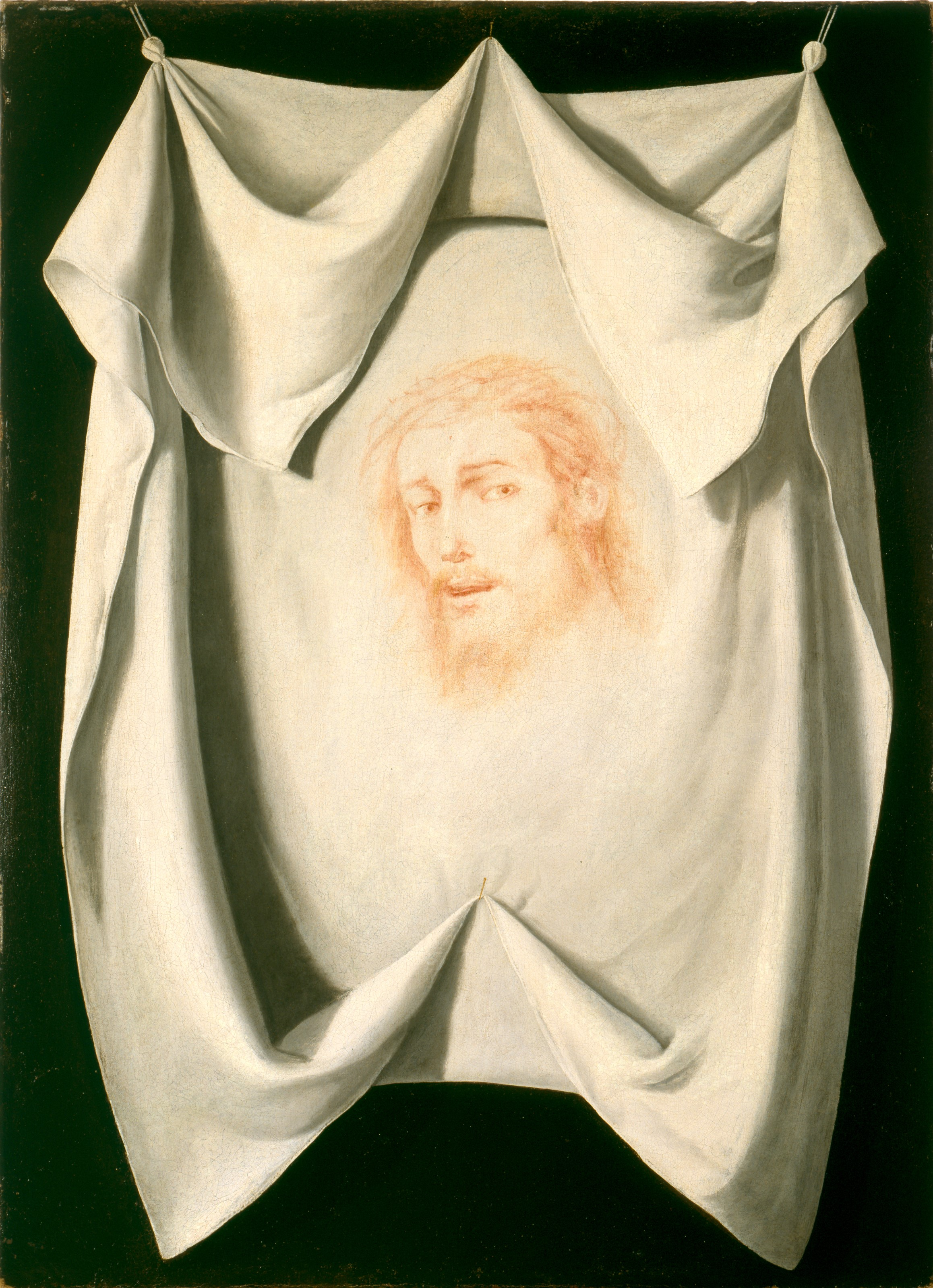
Versión catalogada n.º 36

#### Datos técnicos y registrales
- Museo de Bellas Artes (Houston), Sarah Campbell Blaffer Foundation (Inv. n° 1980.9);[8]
- Pintura al óleo sobre lienzo;
- Dimensiones: 107,2 x 79,3 cm; (107,3 x 79,4 cm según el Museo);
- Datación: ca. 1630-1635;
- Consta con el n.º 36 en el catálogo de O. Delenda.

#### Procedencia
1. Conde Casa González, 1889;
2. Londres, venta Christie’s, 28 de octubre de 1977, n.° 129;
3. Londres, Trafalgar Galleries;
4. Adquirido en 1980 por la Sarah Campbell Blaffer Foundation de Houston.

#### Descripción de la obra
En el primer grupo la simetría de los pliegues es más rigurosa que la de fechas posteriores, y el rostro de Cristo parece un retrato esbozado. Destaca en este lienzo el blanco inmaculado del velo, que contribuye a dar un aspecto ilusionista al mismo.

### Versión de Sevilla

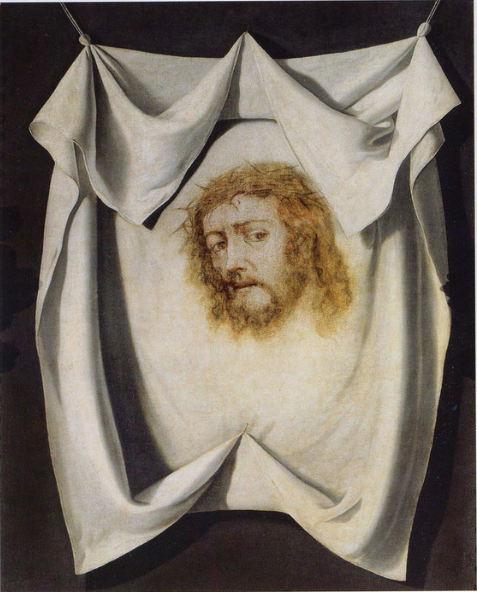
Versión catalogada n.º 37

#### Datos técnicos y registrales
- Iglesia de San Pedro (Sevilla), Hermandad Sacramental de las Benditas Ánimas;
- Pintura al óleo sobre lienzo;
- Dimensiones: 105 x 84 cm;
- Datación: ca. 1630-1635;
- Consta con el n.º 37 en el catálogo de O. Delenda.

#### Procedencia
1. Sigue in situ, en la Iglesia parroquial de San Pedro, Hermandad Sacramental.[10]

#### Descripción de la obra
Con respecto a otras variantes, el rostro de Cristo —pintado con un tono rojizo— parece más un retrato pictórico. Mira directamente al espectador, y recuerda a ciertos grabados de su época, si bien en éstos Jesús está representado frontalmente como si fuera un Icono.

### Versión de Nueva York

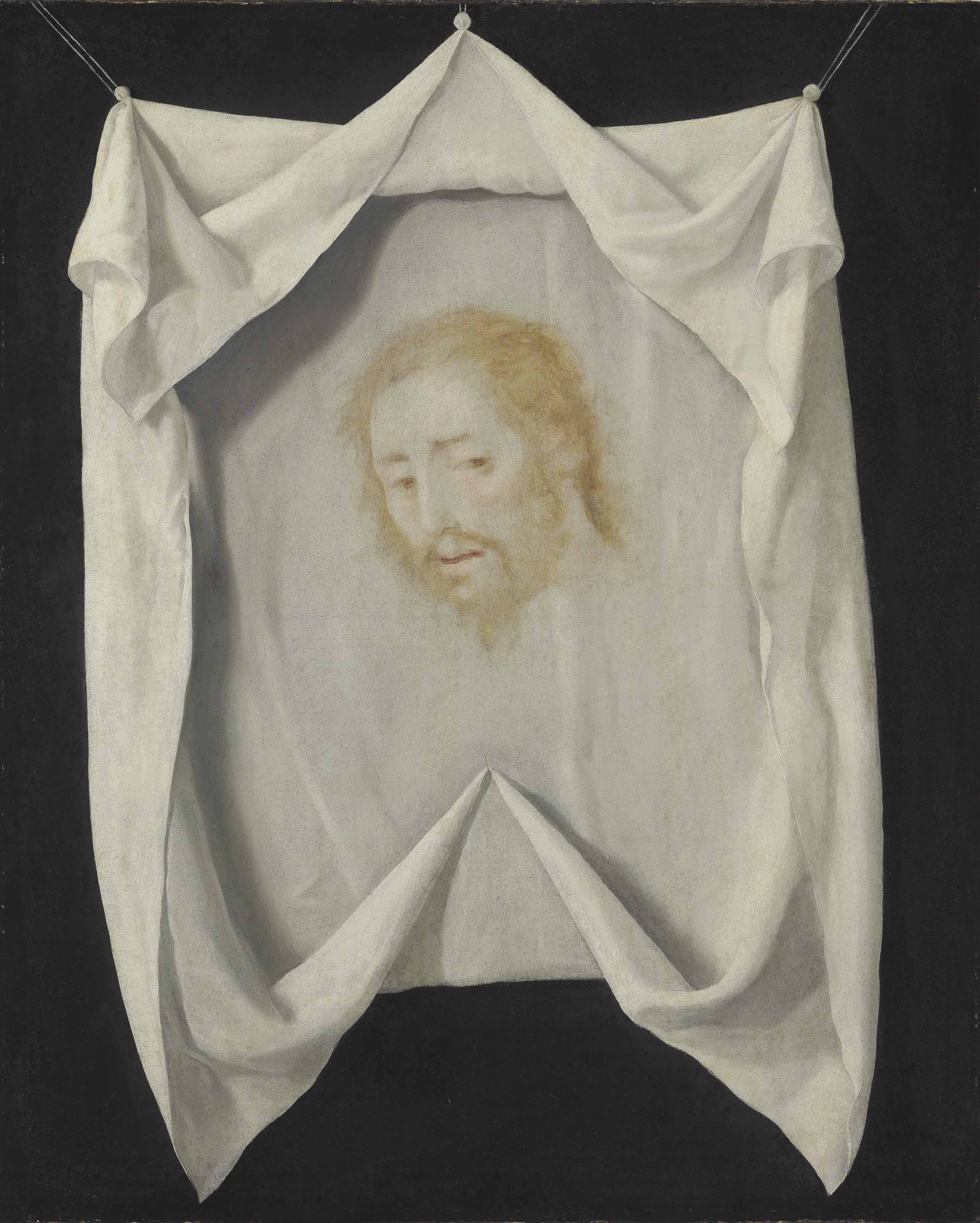
Versión catalogada n.º 38

#### Datos técnicos y registrales
- Nueva York, colección privada;
- Pintura al óleo sobre lienzo;
- Dimensiones: 101,6 x 83,2 cm;
- Datación: ca. 1630-1635;
- Consta con el n.º 38 en el catálogo de O. Delenda.

#### Procedencia
1. Londres, Trafalgar Galleries;
2. Nueva York, Stanley Moss & Co.;
3. Nueva York, venta Christie’s, 10 de enero de 1990, n° 225 (286.000 $);
4. Nueva York, colección privada.

#### Descripción de la obra
Las puntas del velo son muy largas y puntiagudas, y el rostro de Cristo tiene una expresión dolorida, menos natural que la de las versiones anteriores.

### Versión de Estocolmo

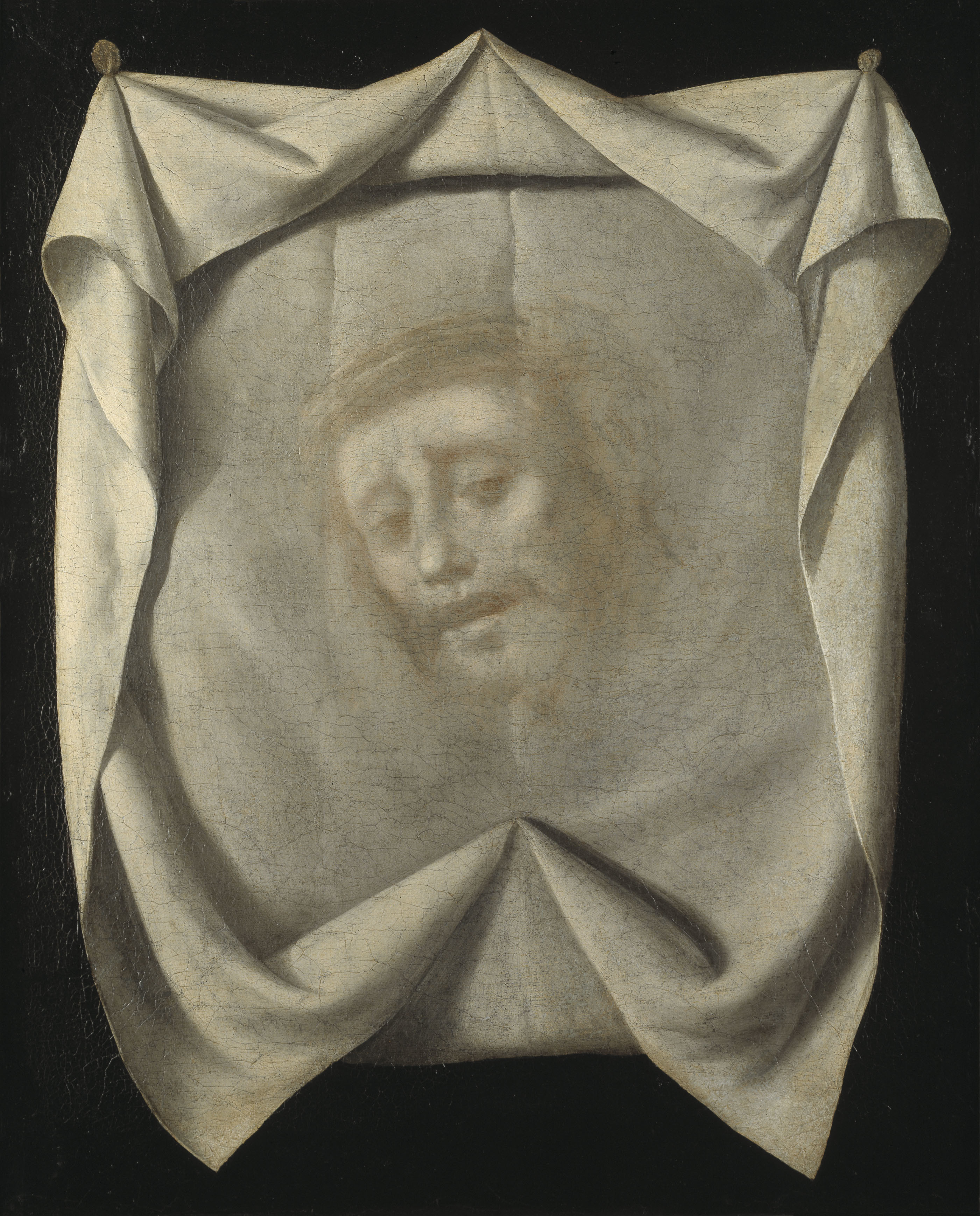
Versión catalogada n.º 84

#### Datos técnicos y registrales
- Museo Nacional de Suecia, (Inv. n° 5382);[12]
- Pintura al óleo sobre lienzo;
- Dimensiones: 70 x 51,5 cm;
- Datación: ca.1635 (ca.1635 - 1640 según el Museo). Limpiado en Londres en 1956;
- Consta con el n.º 84 en el catálogo de O. Delenda, y con el 75 por Tiziana Frati.[13]

#### Procedencia
1. París, Louvre, colección Standish, 1842, n° 183;
2. Legado al rey Luis Felipe I de Francia en 1842, París;
3. Galería española de Luis Felipe;
4. Londres, venta Standish, 27 de mayo de 1853, n.° 120, adquirido por Sir William Stirling Maxwell, Keir (Escocia);
5. Colección Stirling Maxwell;
6. Adquirido por el Museo Nacional de Suecia en 1957.

#### Descripción de la obra
En esta versión, el paño no está sujeto por cordeles en los dos extremos de arriba, sino por sendos nudos aplanados. Destaca el rostro de Jesús, esbozado como una grisalla, con una mirada penetrante, la boca entreabierta, que parece a punto de hablar. Esta versión se considera la mejor de las que tienen pintado un alfiler sujetando la parte inferior del velo.

### Versión de Madrid

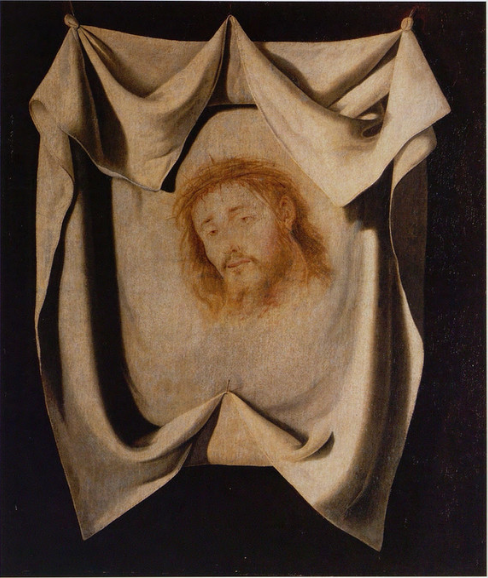
Versión catalogada n.º 85

#### Datos técnicos y registrales
- Madrid, colección Fundación GMG;
- Pintura al óleo sobre lienzo;
- Dimensiones: 104,5 x 89,8,  cm;
- Datación: ca.1635-1640;
- Consta con el n.º 85 en el catálogo de O. Delenda.

Procedencia
1. Madrid, colección María Luisa Caturla;
2. Madrid, Galería Theo (?);
3. Madrid, colección Fundación GMG.

#### Descripción de la obra
Esta variante es la única en la cual el paño es de color granate. El alfiler que prende el velo en el centro de la parte superior es grande como conviene para sujetarlo, y proyecta una leve sombra sobre la tela.

### Versión de Oviedo

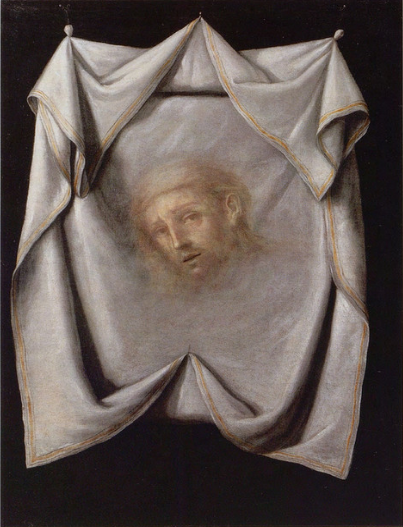
Versión catalogada n.º 110

#### Datos técnicos y registrales
- Oviedo, Museo de Bellas Artes de Asturias (depósito de The Apelles Collection, Inv. P. 96.05);
- Pintura al óleo sobre lienzo;
- Dimensiones: 108 x 79 cm;
- Datación: ca.1635-1640;
- Consta con el n.º 110 en el catálogo de O. Delenda.

Procedencia
1. Barcelona, colección don Miguel Obradors del Amo;
2. Madrid, venta Edmund Peel, 22 de febrero de 1990, n.° 12 (24.956.800 pesetas);
3. Madrid, colección Díez de Rivera; Madrid, Galería Caylus 1990-1996;
4. Adquirido en Madrid en 1996 para la colección Apelles;
5. Depositado en el Museo de Bellas Artes de Asturias, 2000.

#### Descripción de la obra
En esta versión el paño está suspendido en ambos extremos superiores por dos nudos, atados por cordoncillos, sujetados sobre el fondo por unos clavos con cabeza redonda muy reluciente. Es la única variante en la cual el velo está bordeado por una cenefa, de suave tono rosado-lila. Los remates internos —superior e inferior— del paño se elevan hacia el centro con pequeños clavos, quedando así la tela cuidadosamente plegada, lo que acentúa el efecto de trampantojo. El rostro tiene una expresión delicada, mirando con dulzura al espectador. La barba y el bigote son incipientes y apenas se ve la corona de espinas.

### Versión de Valladolid

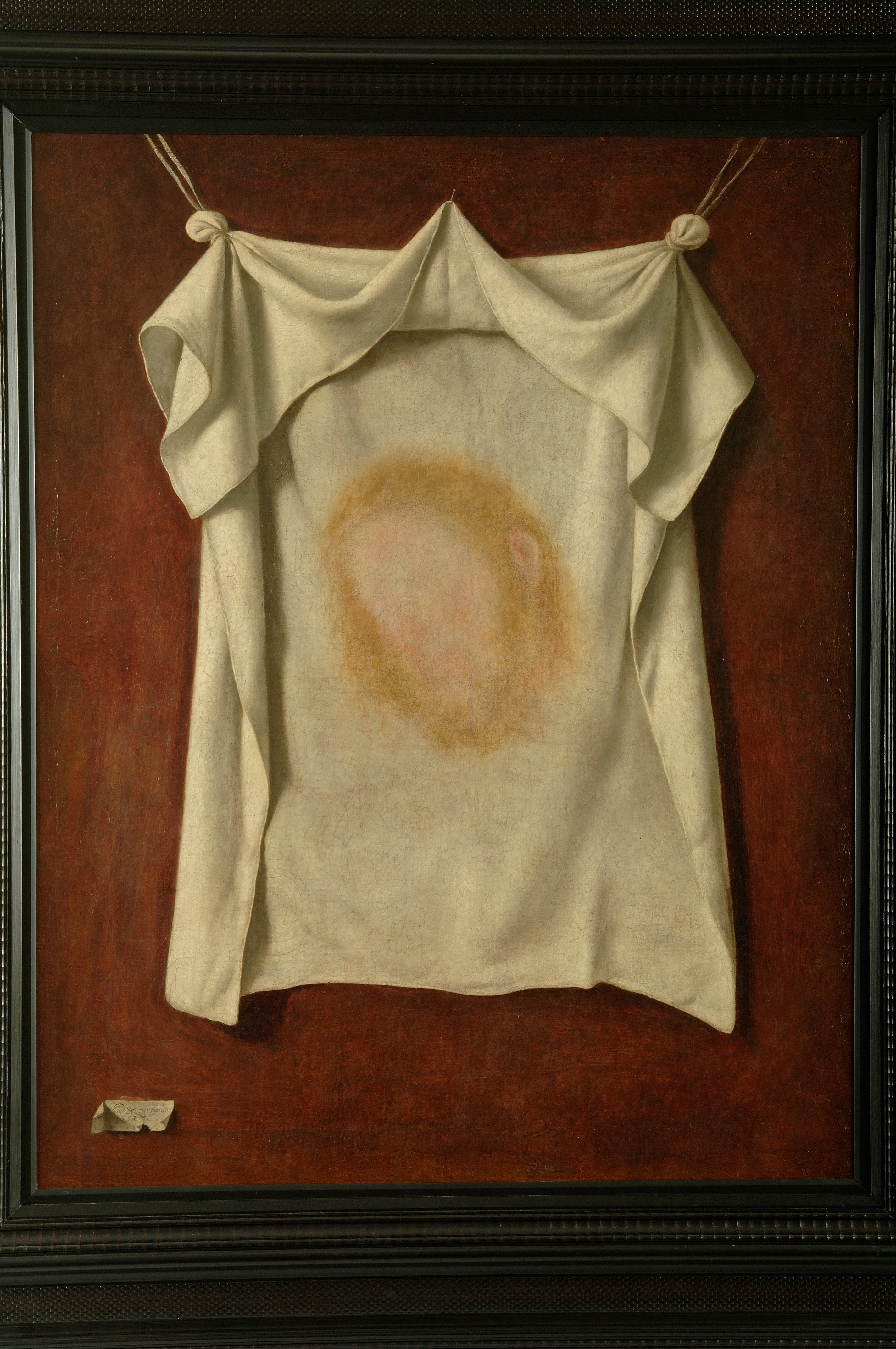
Versión catalogada n.º 251

#### Datos técnicos y registrales
- Valladolid, Museo Nacional de Escultura (Inv. n° 850);
- Pintura al óleo sobre lienzo;
- Dimensiones: 105 x 83,5 cm;
- Datación: 1658. Restaurado hacia 1980 en el Museo de Valladolid;
- Firmado y fechado en una cartela, en el ángulo inferior izquierdo: Franco deZurbarán./1658.[17]
- Consta con el n.º 251 en el catálogo de O. Delenda.

Procedencia:
1. Torrecilla de la Orden (Valladolid), ermita de la Virgen del Carmen, en el ático del retablo mayor;
2. Depositado en 1970 en el Museo Nacional de Escultura de Valladolid.

#### Descripción de la obra
Existen pocos ejemplares sin alfiler en la parte de abajo —permitiendo la libre caída del velo— y todos son de la etapa final de la carrera del maestro, siendo este lienzo el primero de ellos. Esta obra fue descubierta en 1968 por Martín González, integrada en un retablo del siglo XVIII, en una ermita de Torrecilla de la Orden. Debido al lugar y circunstancias del hallazgo, seguramente nunca haya sido retocada, lo que sugiere que otras versiones quizás hayan sido desnaturalizadas por los repintes. El paño aparece suspendido sobre un muro de color carmín y —como en la anterior versión— cuelga por los dos extremos superiores por dos nudos, que aquí están atados por sendos dobles cordones, y por un clavo en el pico interno. El rostro está apenas indicado, con finas capas de ocre mezcladas con carmín, insinuando la barba y el cabello, y sugiriendo el contorno de la nariz y de la boca.

### Versión en paradero desconocido

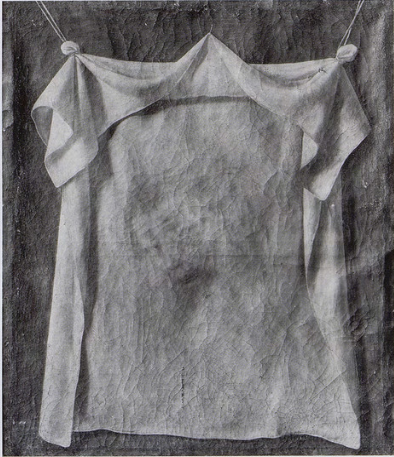
Versión catalogada n.º 258

#### Datos técnicos y registrales
- Paradero desconocido;
- Pintura al óleo sobre lienzo;
- Dimensiones: ca 100 x 80 cm;
- Datación: 1658-1660 ?;
- Consta con el n.º 258 en el catálogo de O. Delenda.

Procedencia:
1. Madrid, Iglesia de San Esteban;
2. Paradero desconocido.

#### Información sobre la obra
Martín S. Soria vio este lienzo en 1950, en la Iglesia de San Sebastián, de Madrid, considerándola obra de taller, pero hay que tener en cuenta que entonces no se conocían las versiones de Valladolid y de Bilbao, siendo poco valorada la producción final de Zurbarán. El cuadro ya no está en la iglesia, y solamente es conocido por la documentación fotográfica de José López-Rey. Según Delenda, podría ser una obra autógrafa de 1658-1660.

### Versión de Bilbao

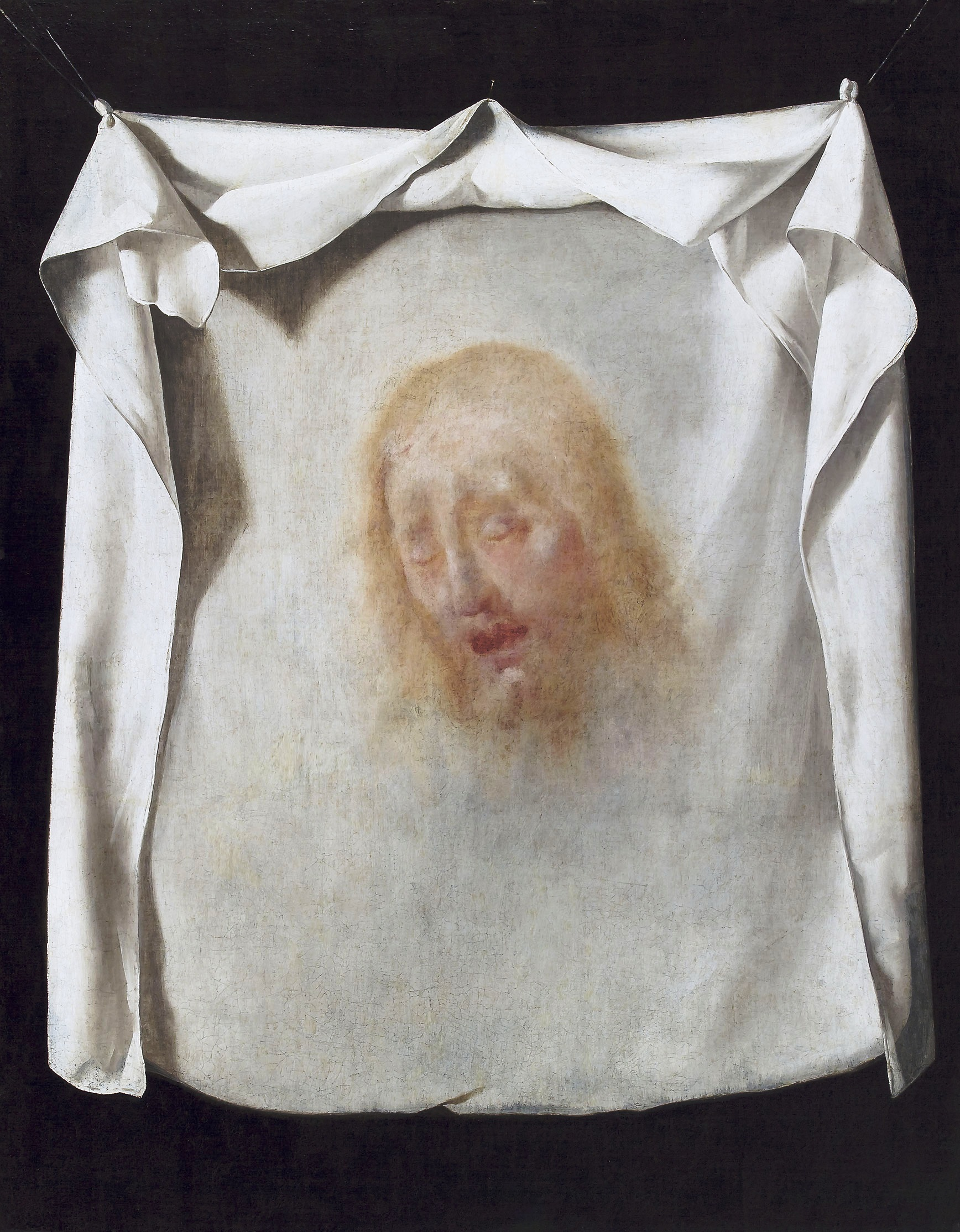
Versión catalogada n.º 259

#### Datos técnicos y registrales
- Museo de Bellas Artes de Bilbao (Inv. n° 86/4);[20]
- Pintura al óleo sobre lienzo;
- Dimensiones: 104 x 84 cm (104,3 x 84,5 según el Museo);
- Datación: ca. 1658-1660 (ca.1660 según el Museo). Restaurado en 1986 por el taller del Museo de Bellas Artes de Bilbao;
- Consta con el n.º 259 en el catálogo de O. Delenda.

#### Procedencia
1. Valladolid, colección privada, 1960;
2. Madrid, colección privada;
3. colección de José Marca y Juan Antonio de la Pisa Pino;
4. adquirido por el Museo de Bellas Artes de Bilbao en 1986 (10.000.000 pesetas).[21]

#### Descripción de la obra
Esta obra fue descubierta en Valladolid, en 1964, por Pérez Sánchez. El fondo es pardo muy oscuro, y el paño —más sencillo y sobrio que el de 1658— es también más ancho, ocupando casi todo el lienzo, colgando por dos nudos muy pequeños en los ángulos superiores. El Santo Rostro es, según Pérez Sánchez «de una extraordinaria apariencia fantasmal, como de huella espectral y prodigiosa». Presenta un rostro alargado, de pómulos salientes, y nariz prominente. Los párpados casi cerrados y la falta de corona de espinas dan la impresión de que se trata de un cadáver.

### Versión en colección privada

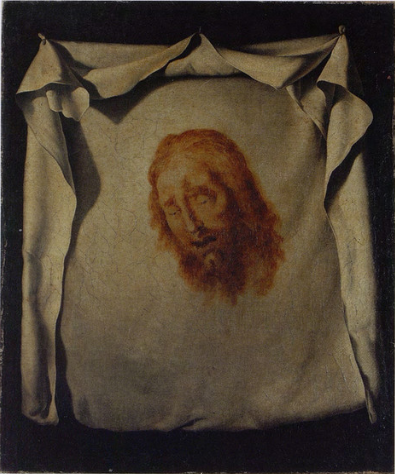
Versión catalogada n.º 260

#### Datos técnicos y registrales
- Actualmente en una colección privada;
- Pintura al óleo sobre lienzo;
- Dimensiones: 105 x 88 cm;
- Datación: ca. 1658-1660. Restaurado en 1986 por el taller del Museo de Bellas Artes de Bilbao;
- Consta con el n.º 260 en el catálogo de O. Delenda.

#### Procedencia
1. Madrid, colección Juan Pereira González;
2. Londres, venta Christie’s, 7 de julio de 2009, n.° 31 (no vendido).

#### Descripción de la obra
Se trata de una réplica autógrafa de la obra anterior, con las medidas algo mayores y con ciertas diferencias en el rostro de Jesús y en el plegado del paño.